# Bulbophyllum falcatum
Bulbophyllum falcatum är en orkidéart som först beskrevs av John Lindley, och fick sitt nu gällande namn av Heinrich Gustav Reichenbach. Bulbophyllum falcatum ingår i släktet Bulbophyllum och familjen orkidéer.

## Underarter
Arten delas in i följande underarter:
- B. f. bufo
- B. f. falcatum
- B. f. velutinum

## Bilder

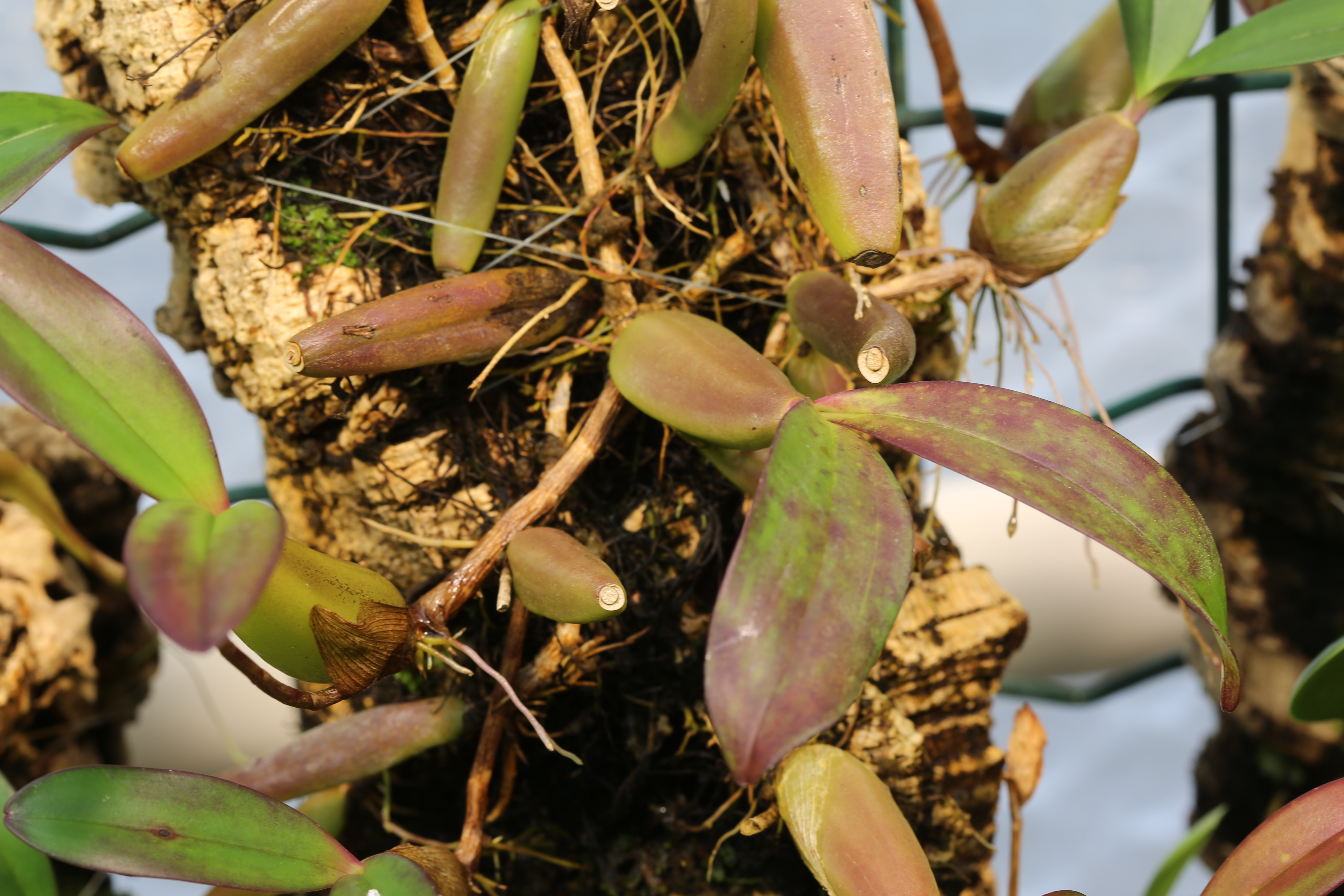
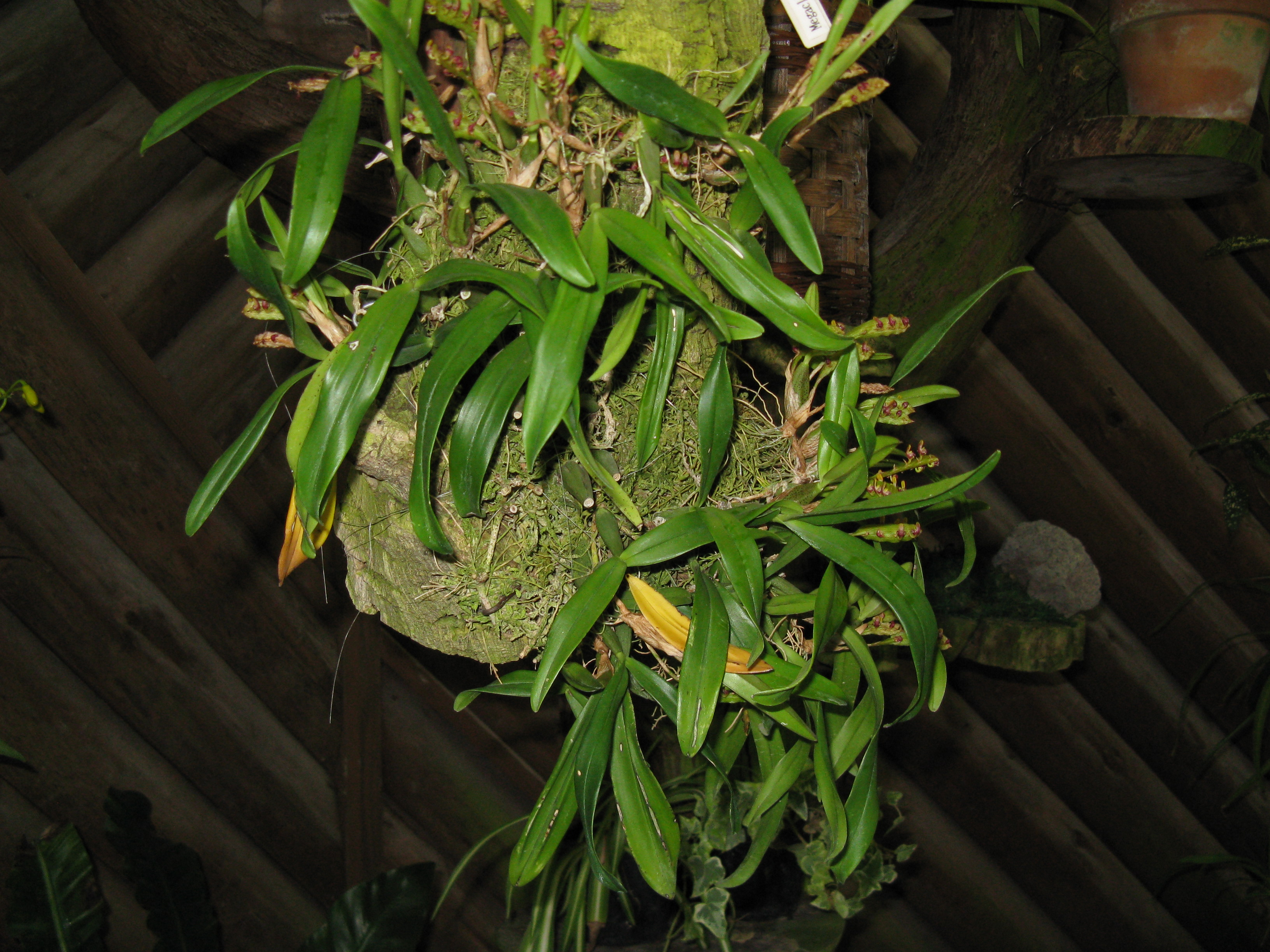
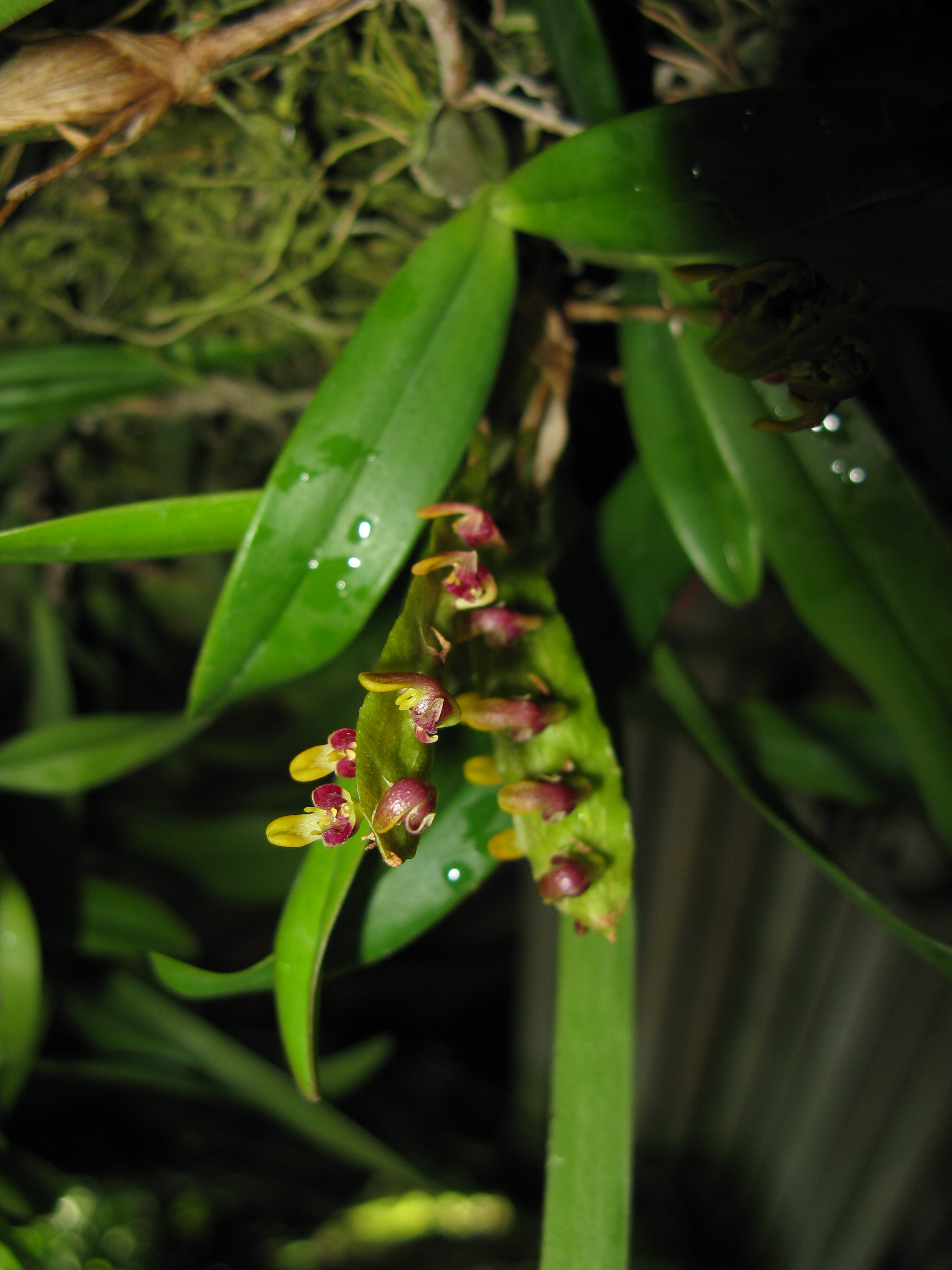
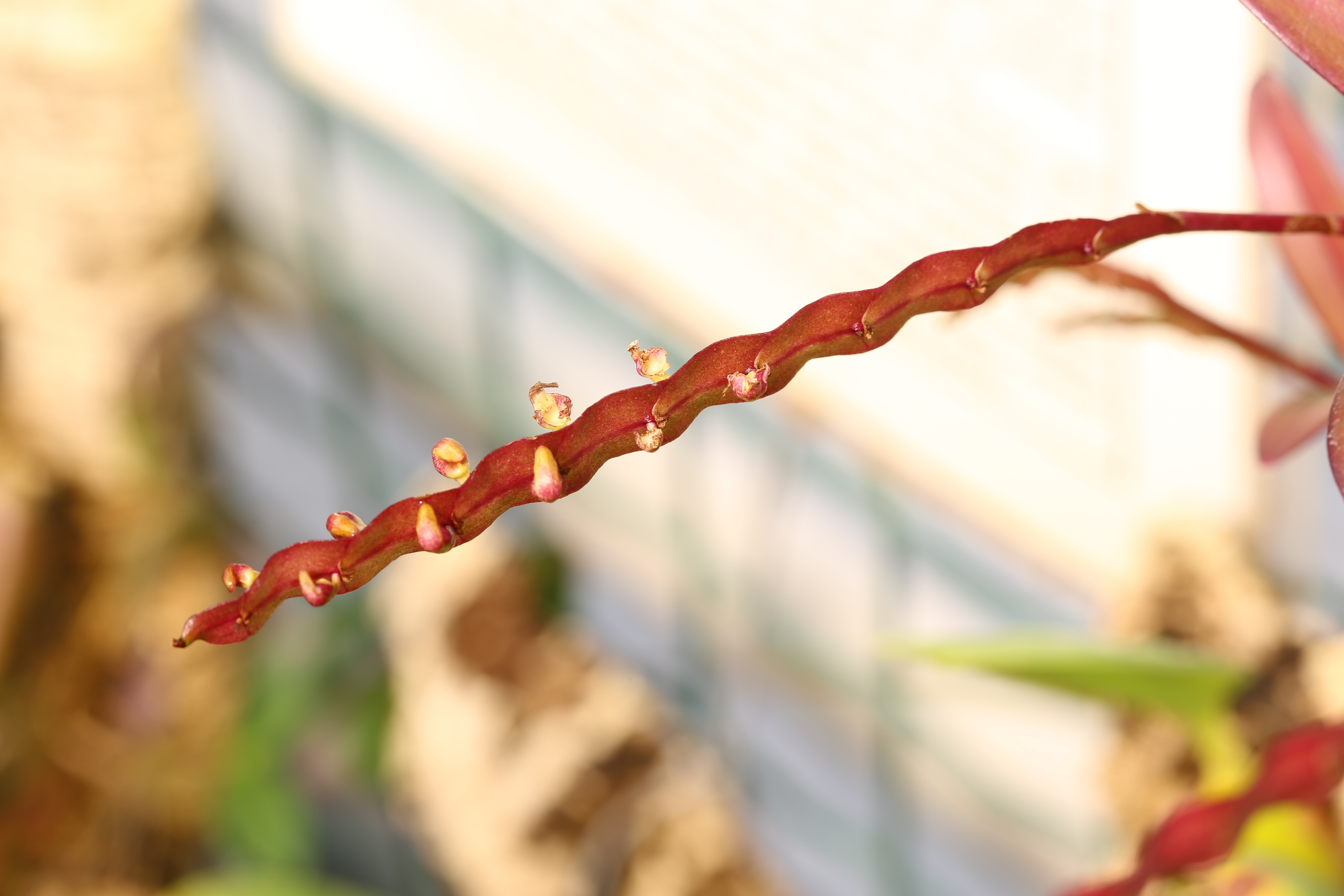
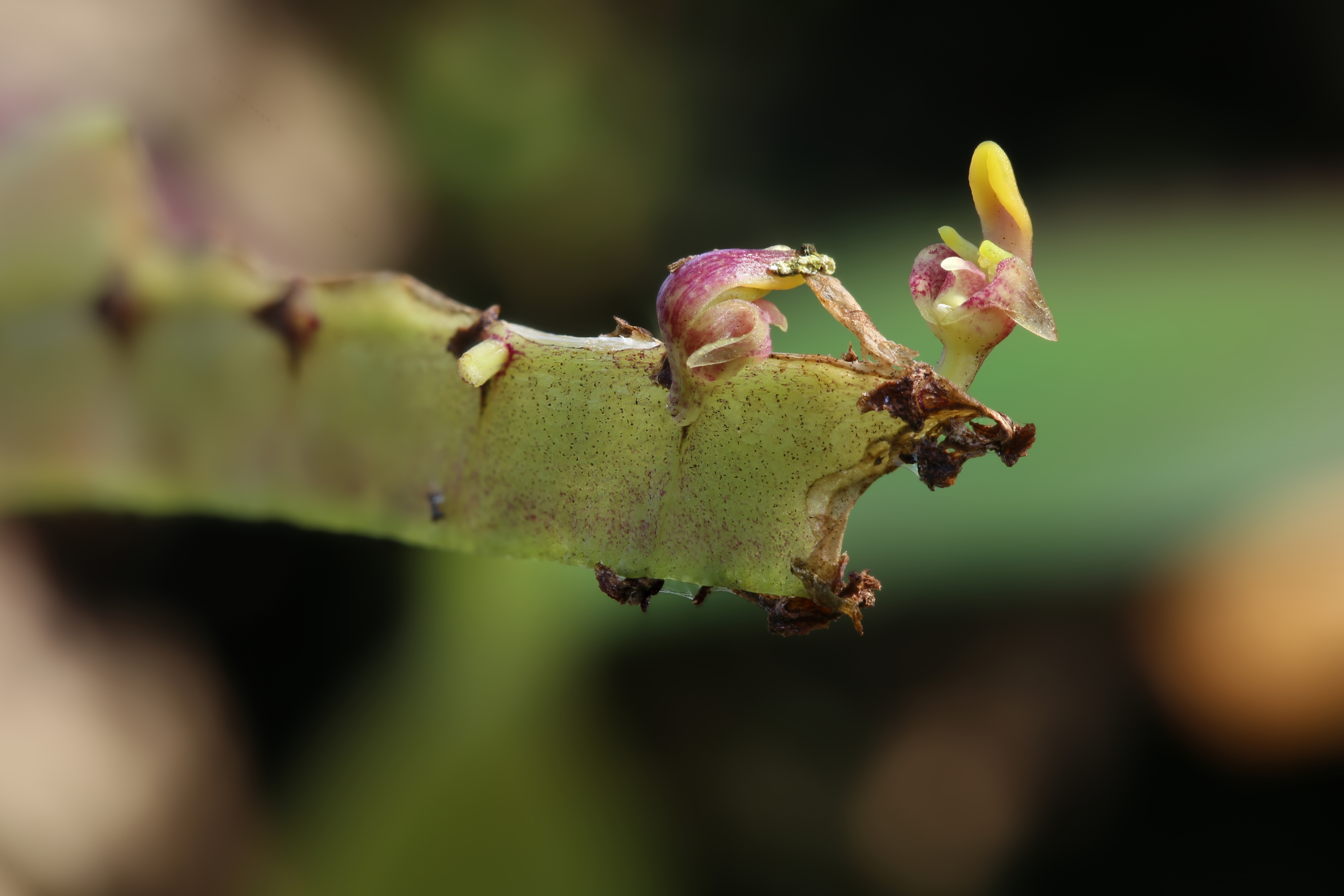
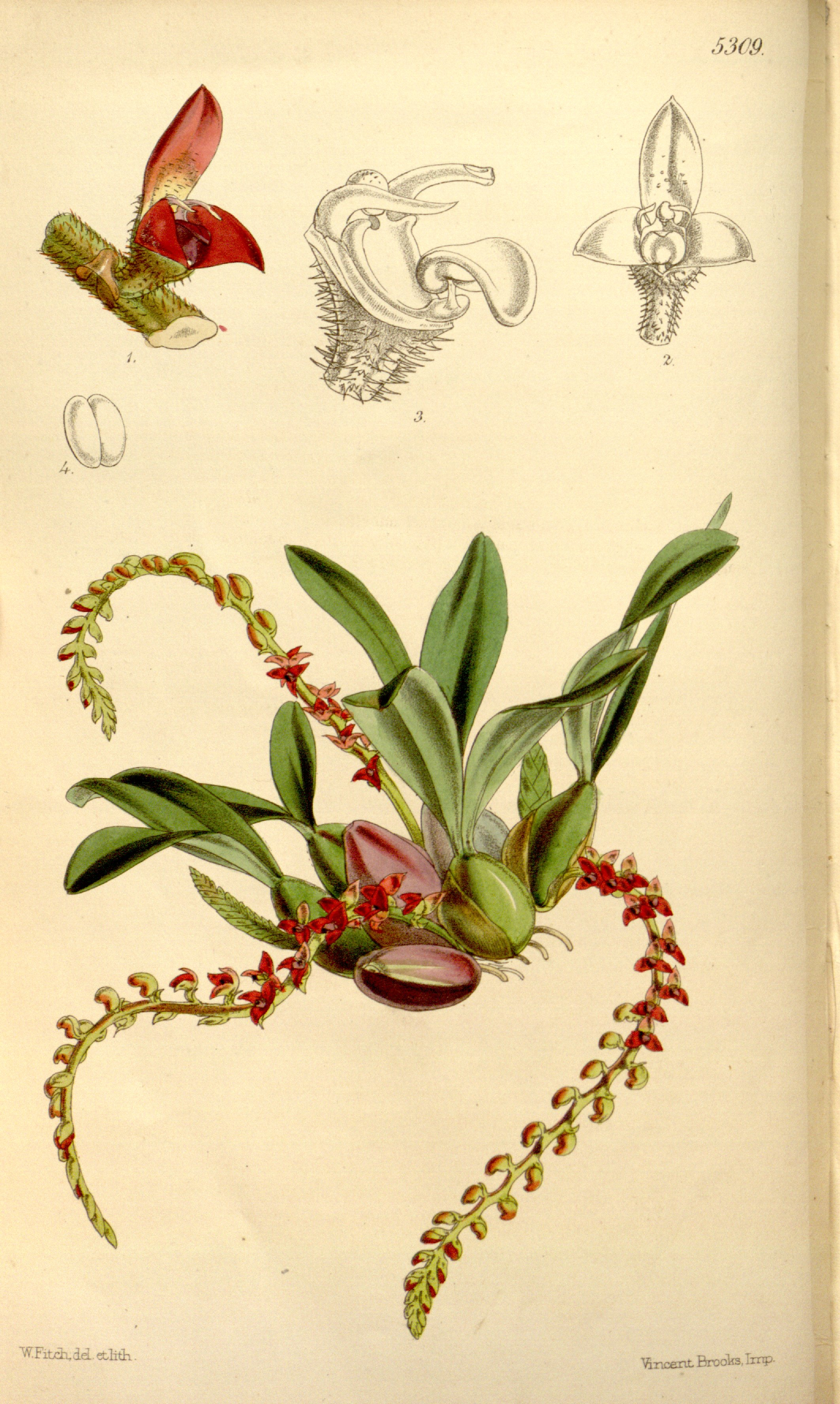
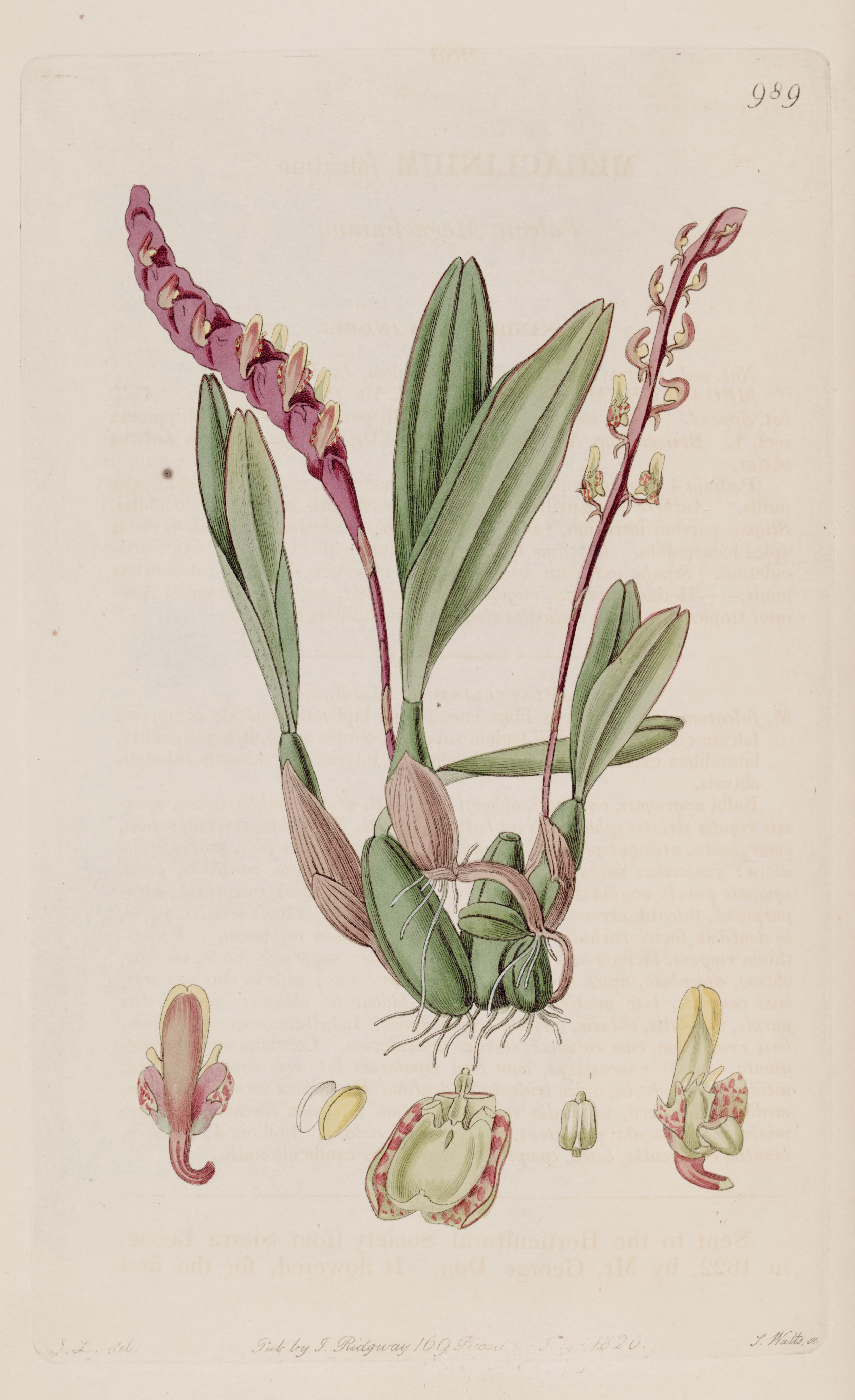